# Bodkölen
Bodkölen är en sjö i Härjedalens kommun i Härjedalen och ingår i Ljusnans huvudavrinningsområde. Sjön har en area på 0,101 kvadratkilometer och ligger 921,8 meter över havet.

## Delavrinningsområde
Bodkölen ingår i det delavrinningsområde (694784-131924) som SMHI kallar för Ovan 694816-131597. Medelhöjden är 971 meter över havet och ytan är 17,02 kvadratkilometer. Räknas de 5 avrinningsområdena uppströms in blir den ackumulerade arean 29,58 kvadratkilometer. Anderssjöån som avvattnar avrinningsområdet har biflödesordning 3, vilket innebär att vattnet flödar genom totalt 3 vattendrag innan det når havet efter 412 kilometer. Avrinningsområdet består mestadels av skog (16 procent) och kalfjäll (79 procent). Avrinningsområdet har 0,79 kvadratkilometer vattenytor vilket ger det en sjöprocent på 4,6 procent.